# LivaNova
LivaNova, PLC è una società con sede a Londra che si occupa di dispositivi medici per neuromodulazione e chirurgia cardiovascolare. Nasce nel 2015 dalla fusione della Cyberonics di Houston con l'italiana Sorin S.p.A.
La società è quotata al NASDAQ  con il simbolo ticker "LIVN".

## Storia
Cyberonics, Inc. venne fondata a Houston nel 1987. Sorin, già Sorin Biomedica, venne fondata nel 1956. Nel marzo 2015 con una transazione di 2,7 miliardi di US$ nasce la nuova società.
La struttura societaria è basata su tre divisioni:
- "cardiac surgery", con sede in Italia.
- "cardiac rhythm management" con sede in Francia.
- "neuromodulation" con sede a Houston.[4]

Nel 2018 la divisione "cardiac rhythm management" viene venduta.